# GeoMuseum

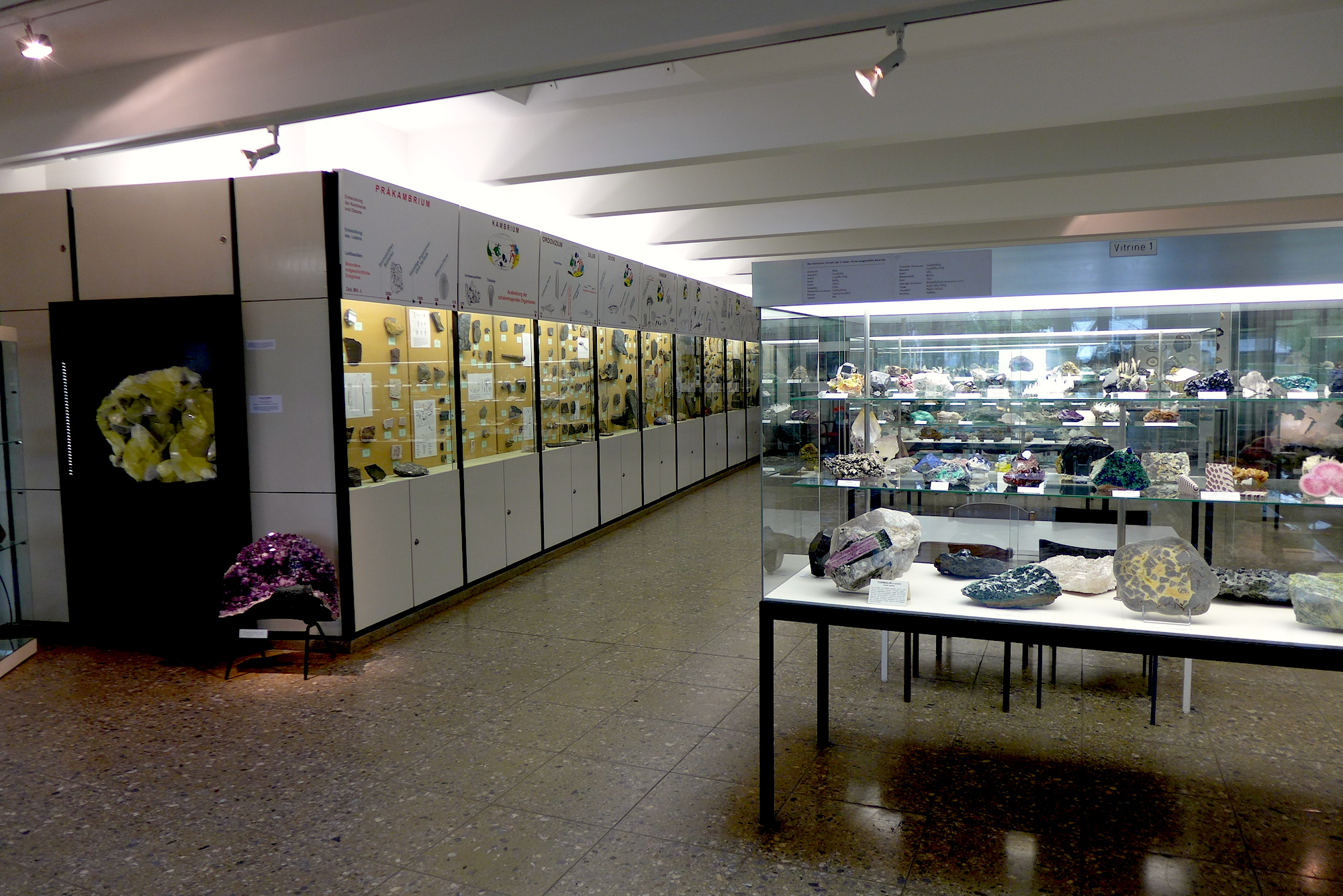
Linke Seite vom Hauptraum des GeoMuseums vom Eingang aus gesehen

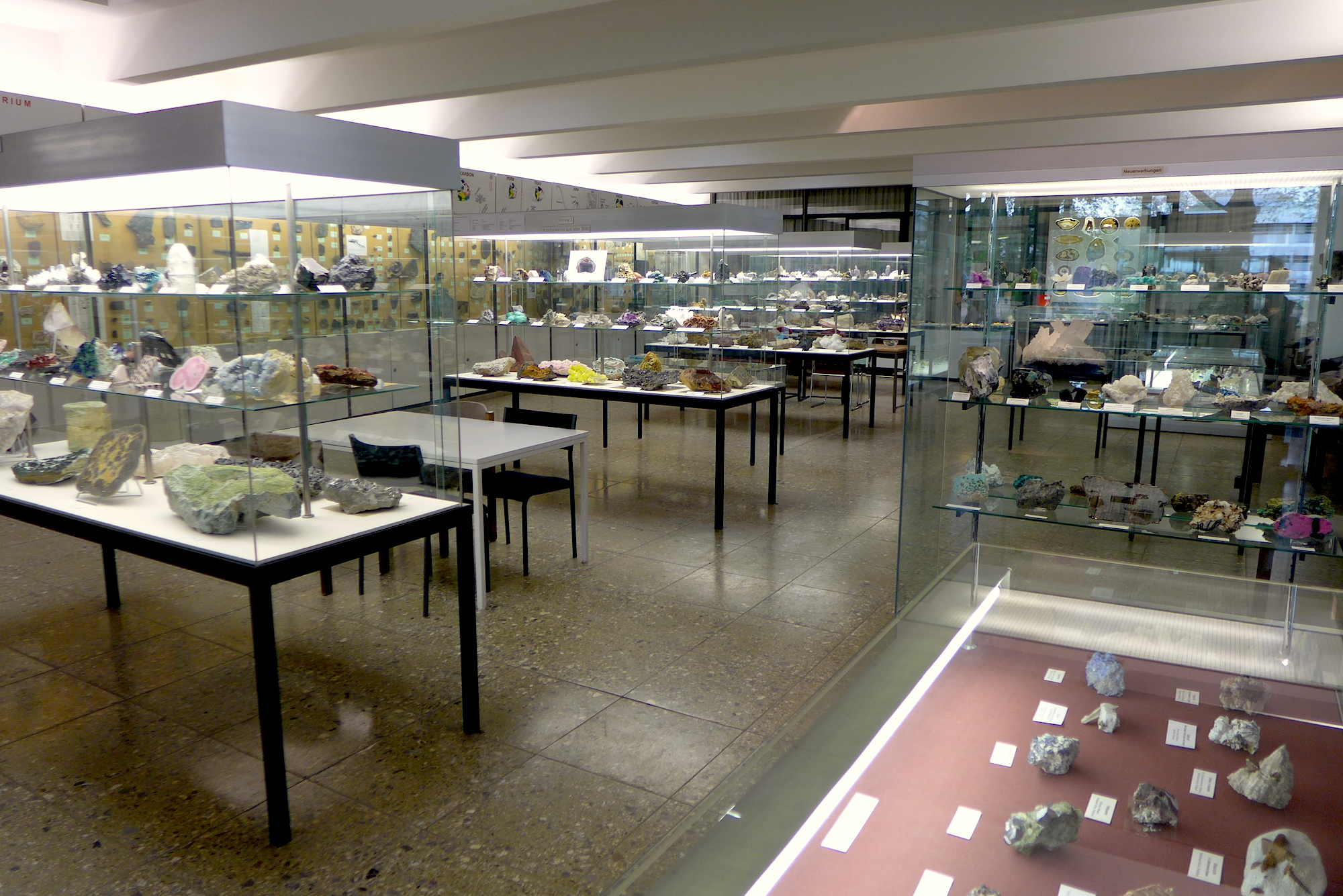
Rechte Seite des Hauptraums

Das GeoMuseum ist ein naturwissenschaftliches Museum, das der Mathematisch-Naturwissenschaftlichen Fakultät der Universität zu Köln angehört. Es ist das bisher einzige naturkundliche Museum in Köln und stellt neben Mineralen und Edelsteinen unter anderem noch Meteoriten und Fossilien aus.
Aktuell ist das GeoMuseum im Hörsaaltrakt der Geowissenschaftlichen Institute auf der Zülpicher Str. 49 b untergebracht und öffnet jeweils am Mittwoch von 14 bis 19 Uhr und jeden letzten Sonntag im Monat von 14 bis 17 Uhr.

## Geschichte
Vorläufer des Museums waren zwei getrennte Museen beziehungsweise Sammlungen:
- Das Museum für Naturkunde wurde 1881 eingerichtet und war bis 1902 in der Severinstorburg untergebracht und von 1902 bis 1945 im Stapelhaus.
- Die Mineralogisch-Geologische Sammlung wurde 1920 angelegt und befand sich ab 1938 im Geologisch-Mineralogischen Institut, das zu dieser Zeit im sogenannten „Rundbau“, einem Festungsgebäude am Südbahnhof (siehe auch Festungsring Köln#Innerer Festungsring linksrheinisch), untergebracht war.

Während des Zweiten Weltkriegs wurden die beiden Sammlungen größtenteils zerstört, aber anschließend durch die damaligen Institutsdirektoren Georg Kalb und Karl Jasmund im Bereich Mineralogie sowie Martin Schwarzbach im Bereich Geologie wieder aufgebaut. 1962 konnten zudem die aus dem zerstörten Stapelhaus geretteten Minerale und Gesteine des Museums für Naturkunde als Leihgabe der Stadt Köln übernommen werden. Ebenso erhielt das Geologische Institut einen Teil der Fossilien, ein anderer Teil ging unter anderem zusammen mit Molluskengehäusen an das Zoologische Institut. Nachdem der Neubau des Instituts für Mineralogie und Geologie-Paläontologie 1967 fertiggestellt war, richtete man auch die beiden Sammlungen dort ein.
Aufgrund des größeren Platzbedarfs für die neugegründete GeoBibliothek musste das Museum des Geologisch-Paläontologischen Instituts weichen. Daher entschloss man sich, die wichtigsten erdgeschichtlichen Exponate mit den Mineralen und Kristallen zusammenzulegen und im Jahr 2000 unter dem neuen Namen GeoMuseum weiterzuführen.

## Sammlung
Die gesamte Sammlung hat einen Umfang von etwa 50.000 Stücken, von denen jedoch nur ein geringer Teil für Besucher zugänglich ist. Diese sind in einem einzigen Saal untergebracht und umfassen die geologisch-mineralogischen Themenschwerpunkte Meteorite und Tektite, Minerale des Siegerländer Bergbaus, Minerale aus Russland, Quarz-Varietäten, Formenvielfalt von Calcit, Zeolithe, Edel- und Schmucksteine sowie synthetische Kristalle. An der linken Wandseite vom Eingang aus gesehen sind zudem Vitrinen zur Darstellung der Erdgeschichte von der Entstehung des Sonnensystems bis zur Gegenwart aufgestellt, die auch Fossilien enthalten.
Im Foyer und damit auch außerhalb der Öffnungszeiten des Museums zu besichtigen ist eine Großvitrine mit Korallen und anderen riffbildenden Organismen. Am Eingang zur GeoBibliothek sind außerdem die Scheibe eines 1400 Jahre alten Mammutbaums aus den USA und der Stumpf eines fossilen (miozänen) Mammutbaums aus dem Braunkohleabbau Berrenrath West bei Frechen ausgestellt.

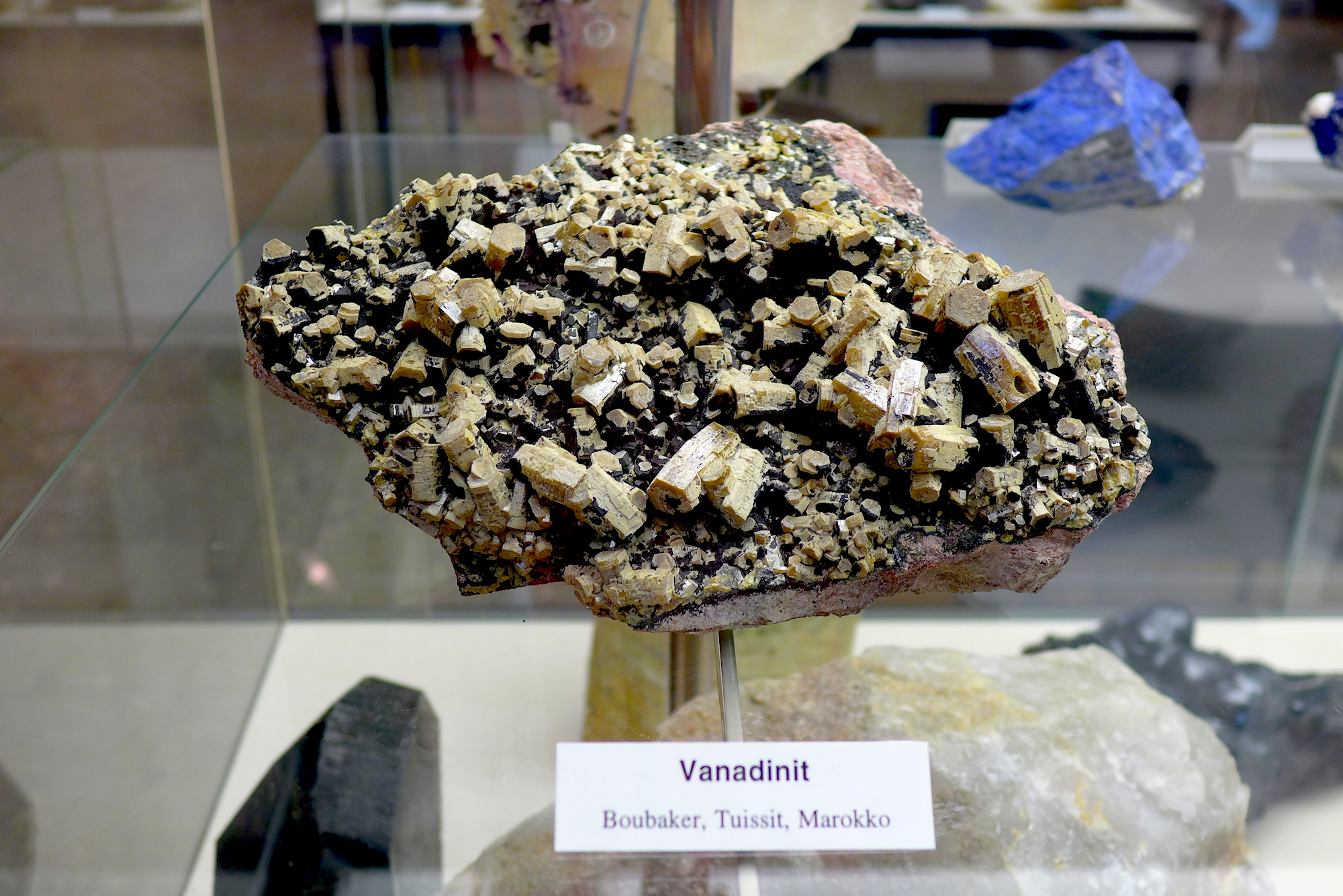
Mineral Vanadinit aus Boubaker, Tuissit, Marokko
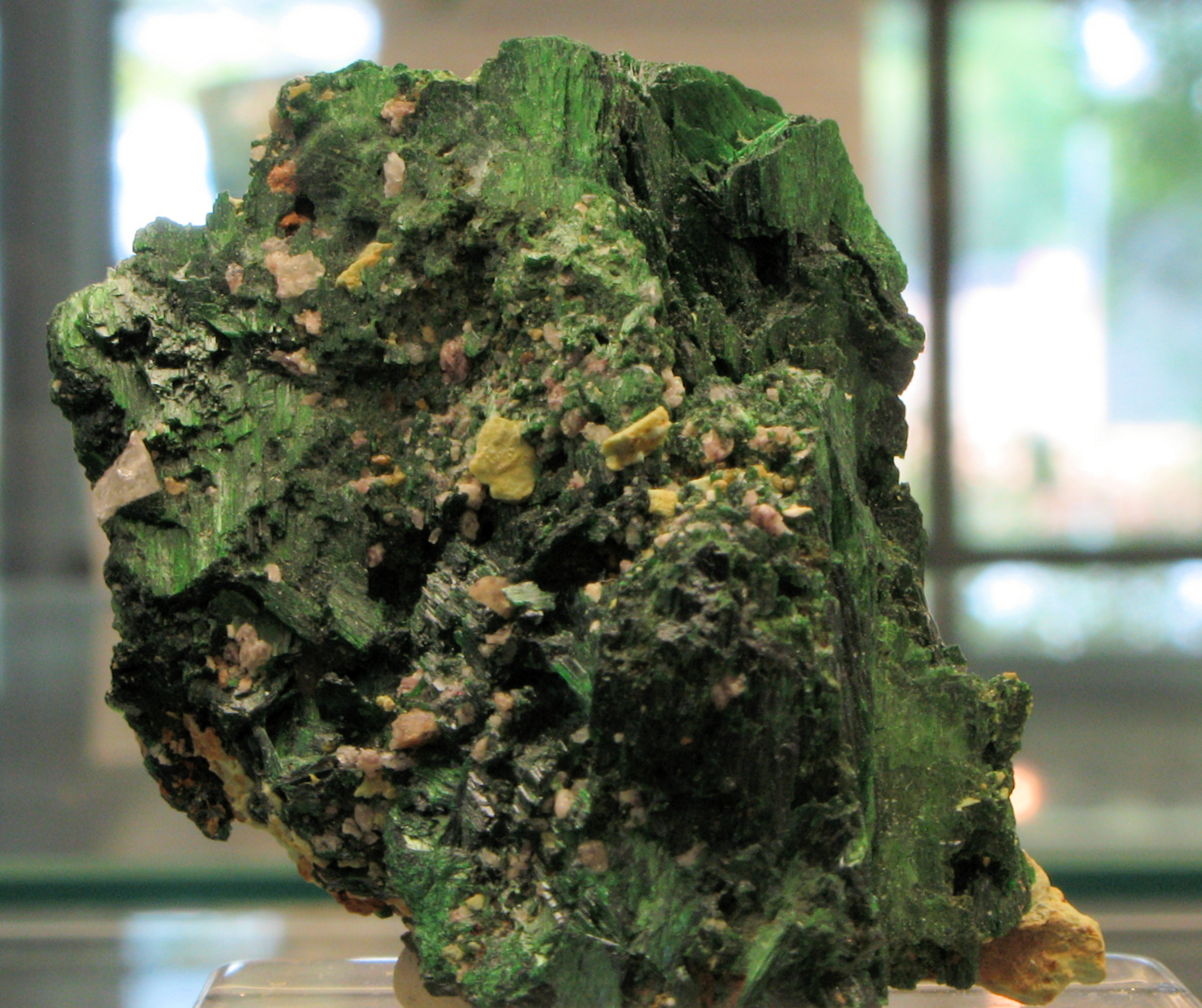
Mineral Szenicsit aus Tierra Amarilla, Chile
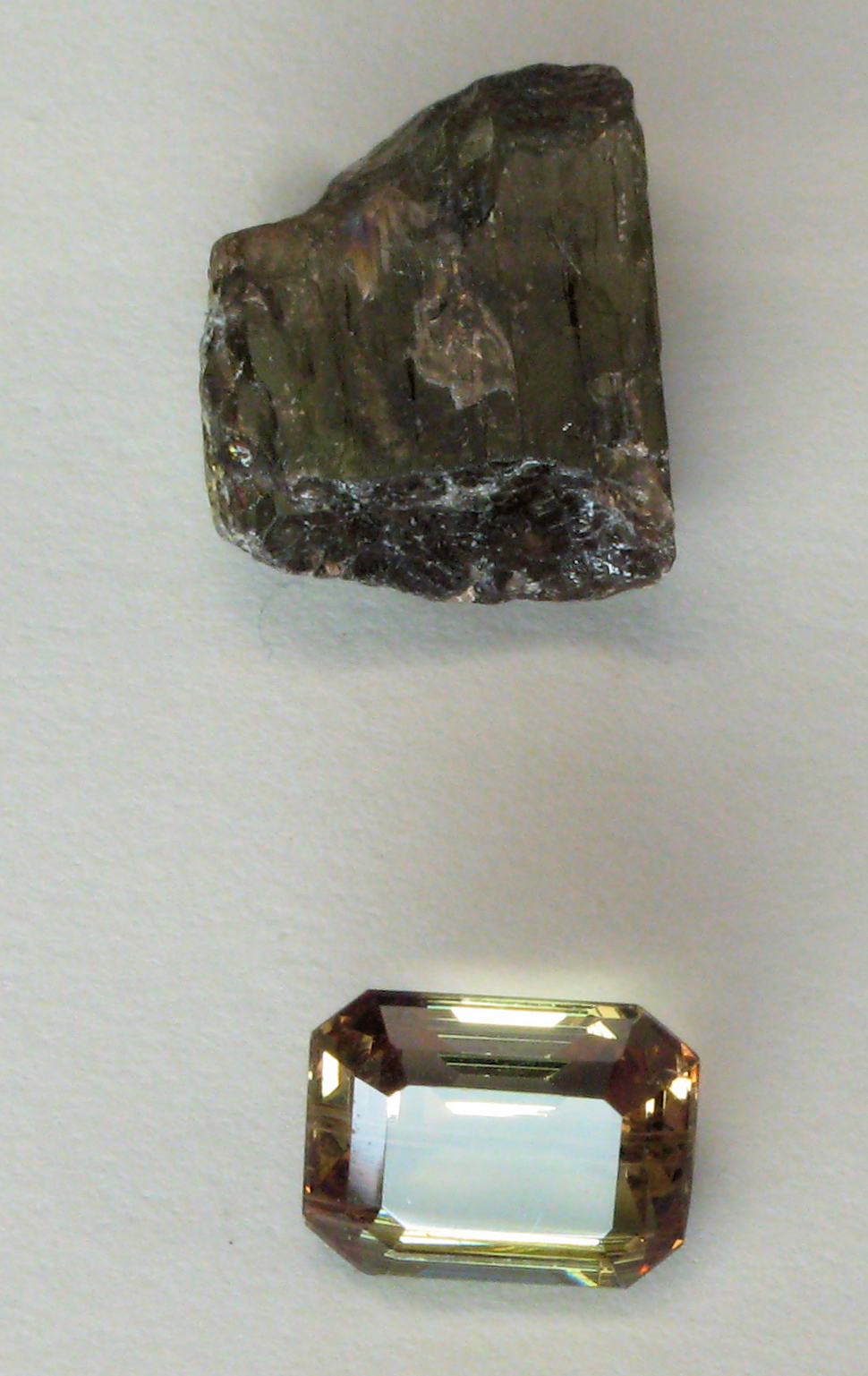
Andalusit, Roh- und facettierter Schmuckstein
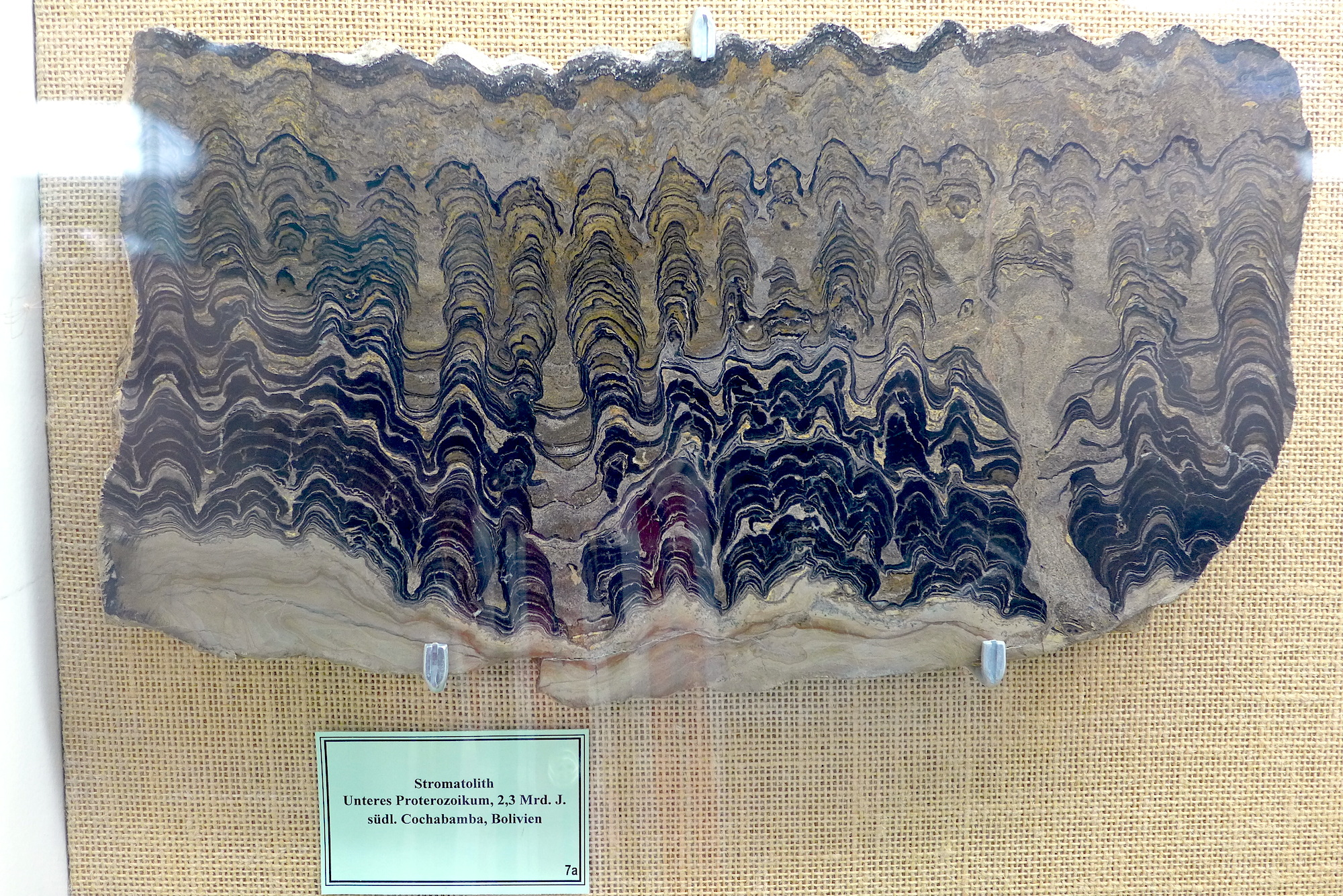
Stromatolith (Unteres Proterozoikum, Alter ca. 2,3 Mrd. Fundort: südlich von Cochabamba, Bolivien)
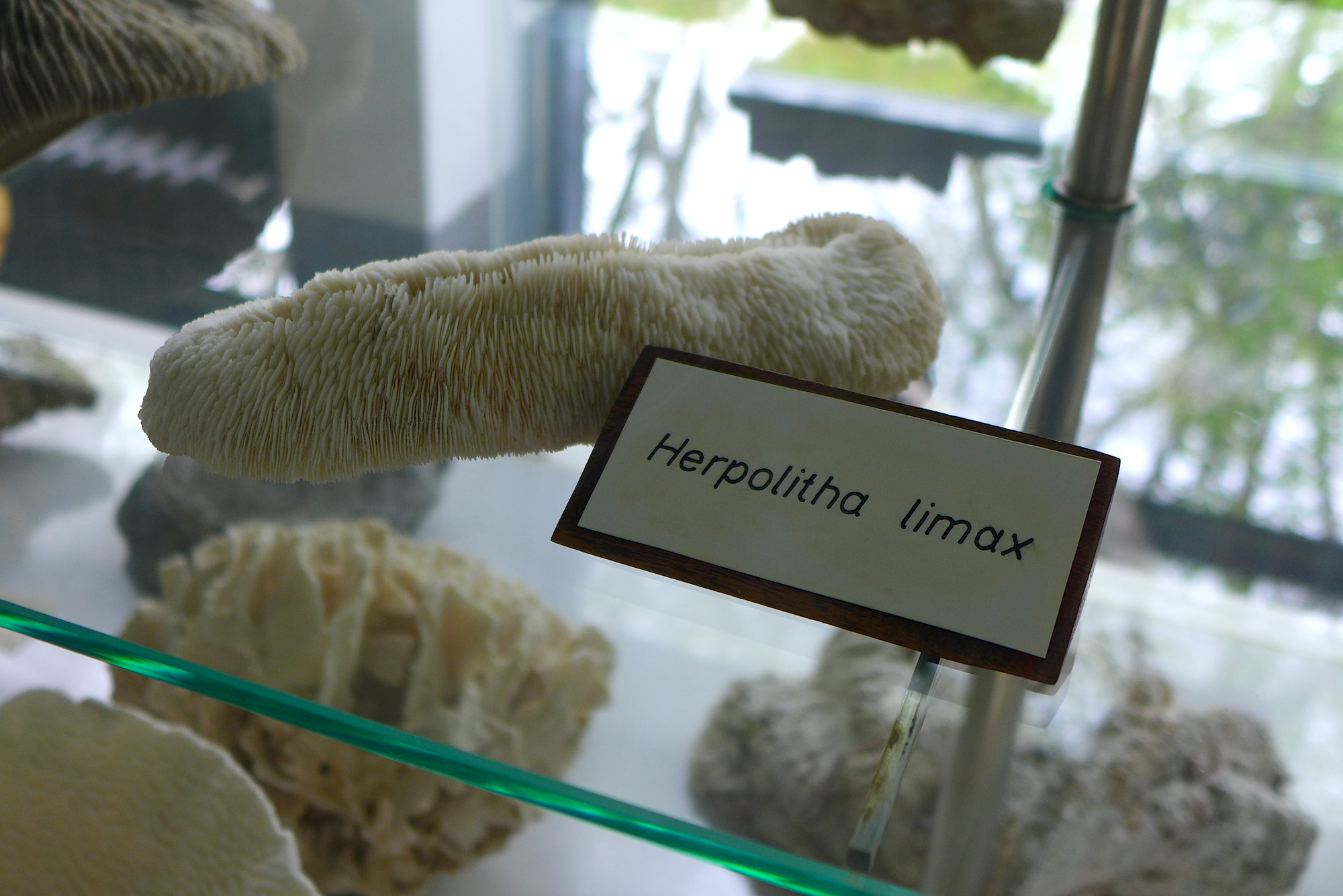
Herpolitha limax (Art aus der Familie der Pilzkorallen)
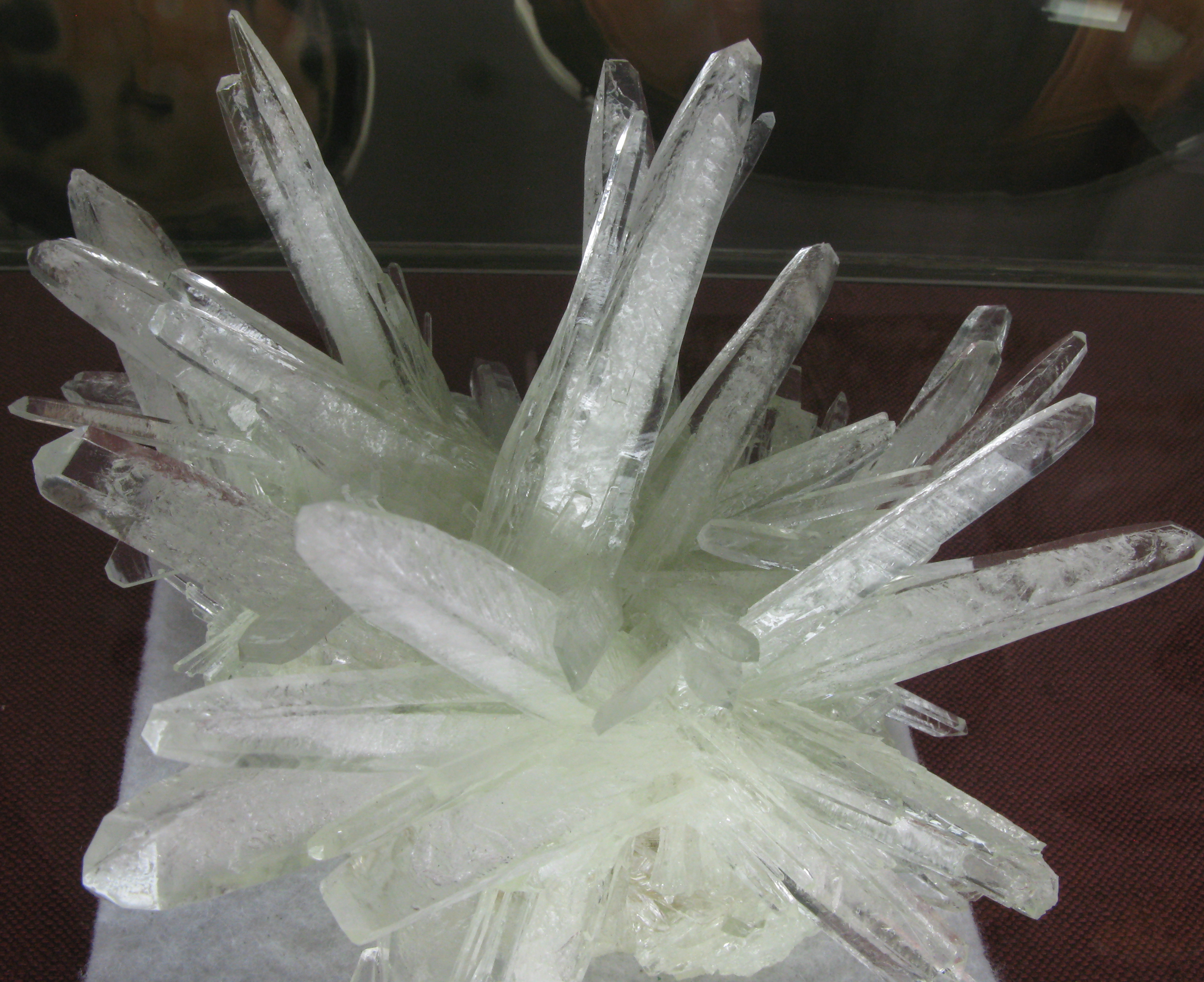
Synthetische Kristallstufe aus Ammoniumdihydrogenphosphat

## Typmaterial-Depot
Im „Typmineral-Katalog Deutschland“, das vom Mineralogischen Museum der Universität Hamburg betreut wird, ist das GeoMuseum als Depot für das Typmaterial der Minerale Brownmillerit, Jasmundit und Mayenit eingetragen.
Im Typmineral-Katalog der International Mineralogical Association (IMA) wird das Museum mit dem Kürzel MMUKö-Köln (für Jasmundit auch MPI-Köln) zusätzlich als Typmaterial-Depot für das Mineral Chlormayenit aufgeführt.